# سکتس هاربر (نیویورک)
سکتس هاربر (به انگلیسی: Sackets Harbor) یک روستا در ایالات متحده آمریکا است که در شهرستان جفرسون، نیویورک واقع شده‌است. سکتس هاربر ۵٫۹ کیلومتر مربع مساحت و ۱٬۴۵۰ نفر جمعیت دارد و ۸۶ متر بالاتر از سطح دریا واقع شده‌است.